# Salins-Fontaine
Salins-Fontaine – gmina we Francji, w regionie Owernia-Rodan-Alpy, w departamencie Sabaudia. W 2013 roku populacja gminy wynosiła 1022 mieszkańców. Przez gminę przepływają rzeki Isère oraz Doron de Bozel. 
Gmina została utworzona 1 stycznia 2016 roku z połączenia dwóch ówczesnych gmin: Fontaine-le-Puits oraz Salins-les-Thermes. Siedzibą gminy została miejscowość Salins-les-Thermes.